# Бистрец (област Добрич)
 За другото българско село вижте Бистрец (Област Бургас).  
Бистрец (по-рано Параджик) е село в Североизточна България. То се намира в община Крушари, област Добрич.

## Население
Преброяване на населението през 2011 г.
Численост и дял на етническите групи според преброяването на населението през 2011 г.:
|                     | Численост | Дял (в %) |
| Общо                | 113       | 100,00    |
| Българи             | 12        | 10,61     |
| Турци               | 99        | 87,61     |
| Цигани              | 0         | 0,00      |
| Други               | 0         | 0,00      |
| Не се самоопределят | 0         | 0,00      |
| Неотговорили        | 2         | 1,76      |